# Вязовое (Полтавская область)
Вязовое (укр. В'язове)  до Войны Трегубовка— село,
Клюшниковский сельский совет,
Миргородский район,
Полтавская область,
Украина.
Население по данным 1982 года составляло 20 человек.
Село ликвидировано в 1988 году.

## Географическое положение
Село Вязовое находится в 2-х км от села Волки.
По селу протекает пересыхающий ручей с запрудой.
Село указано на трехверстовке Полтавской области. Военно-топографическая карта.1869 года как хутор Тригубина  (Янкевича)

## История
- 1988 — село ликвидировано[2].